# Lokichogio
Lokichogio – miasto w Kenii, hrabstwie Turkana. Liczy 11,6 tys. mieszkańców.